# Rio dei Scoacamini
Le rio dei Scoacamini (canal des balayeurs) est un canal de Venise dans le sestiere de San Marco. 

## Origine
Au XVIIe siècle, moult scoacamini habitèrent ici. Cette corporation comptait environ 80 membres, tous chiavennais ; ils balayaient les cheminées (fumajoli) et les latrines.

## Description
Le rio dei Scoacamini a une longueur de 125 mètres. Il prolonge le rio dei Fuseri au confluent avec le rio Orseolo en sens nord-est où il est prolongé par le rio dei Bareteri au croisement des rii dei Ferali et de San Salvador. Ce rio ne longe aucun palais de renom. Seul l'hôtel Bonvecchiati vaut la peine d'être mentionné. Le rio rencontre sur son trajet le Ponte de le Pignate sur la Calle dei Fabbri. Une boutique de pignate (marmites, chaudrons) se trouvait sur ce pont, anciennement appelé Pont du Bonomo fruttariol, d'après un Bonomo de Bonomo qui fut ici au XVIIe siècle fruttajuolo (vendeur de fruits). 

### L'Art des Pignateri
L'art des bocaleri et scudeleri (ou pignateri) réunissait les artisans produisant et vendant des cruches, marmites, de la vaisselle et des objets en céramique et terre cuite. Une disposition spéciale les autorisaient aussi à produire des couvercles pour les récipients de lait, utilisés par les pestrineri, à la suite d'une mesure officielle les concernant et reportée dans le mariegola.
Cette corporation, datant de 1420, se réunissait pour manifester sa dévotion dans la basilique Santa Maria Gloriosa dei Frari, sous le patronage de l'archange Saint Michel.

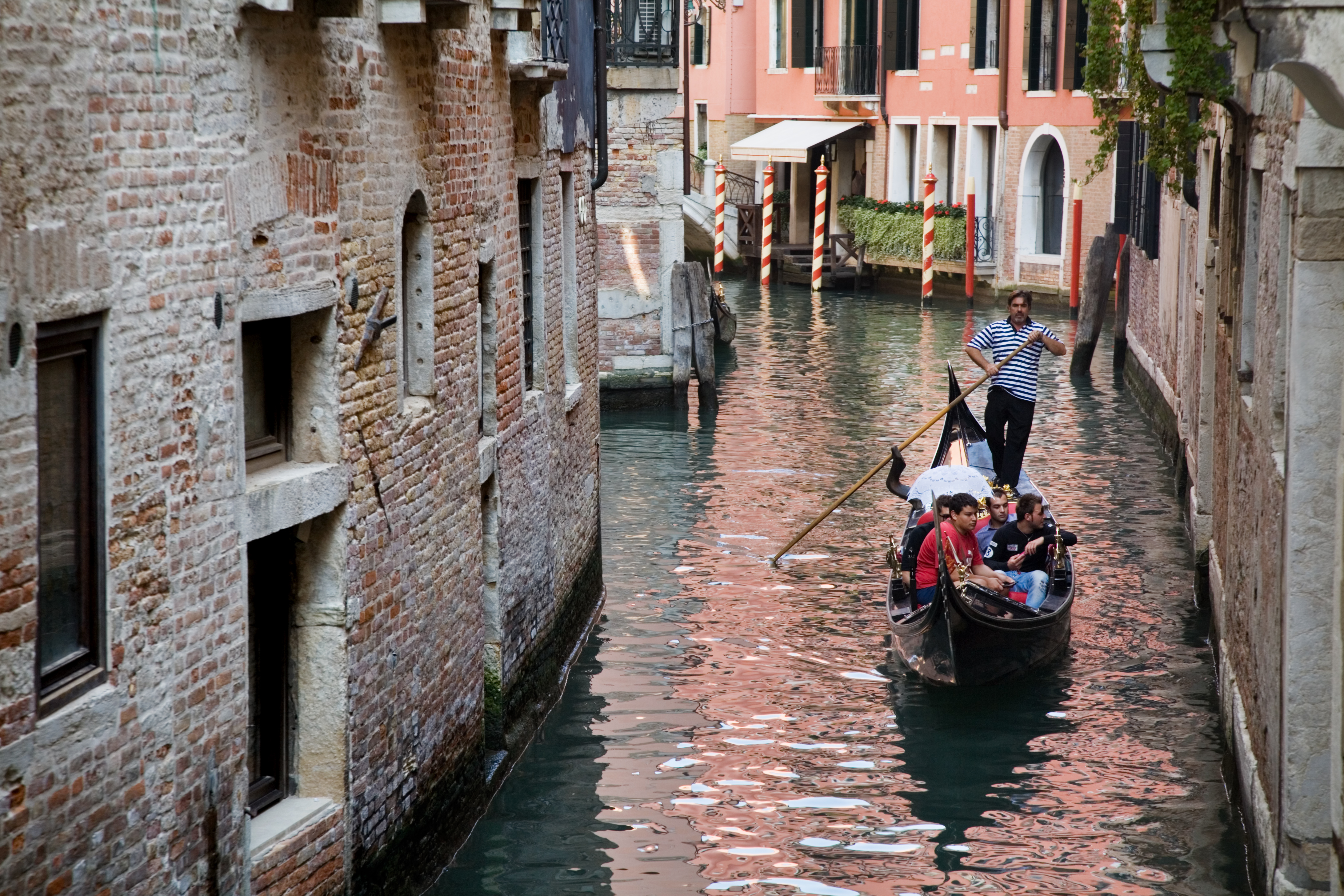
Rio des Scoacamini, très fréquenté par les gondoliers
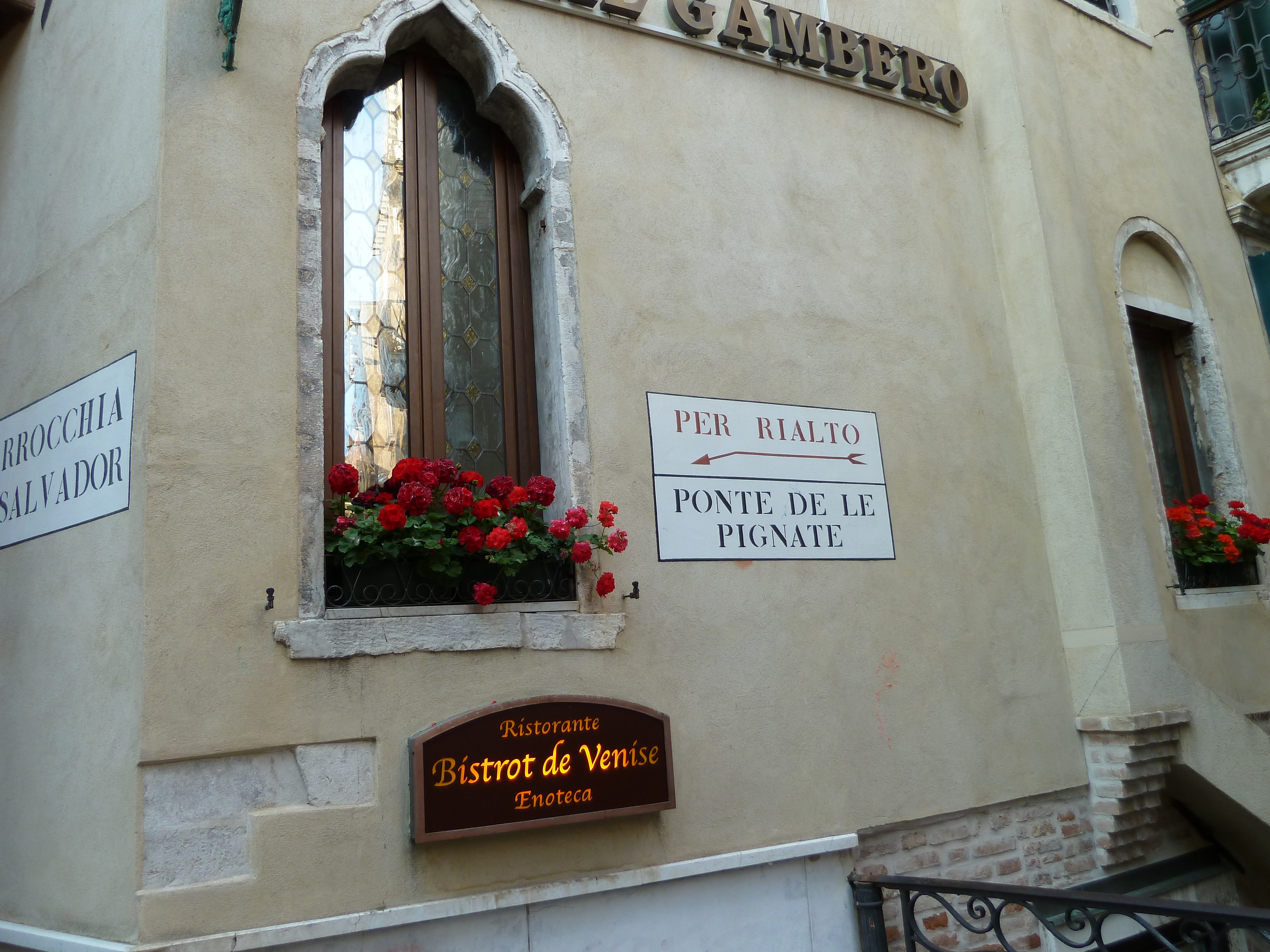
Indication du ponte dei Pignate